# Dantalian no shoka
Bibliotheca Mystica de Dantalian (ダンタリアンの書架?, Dantarian no shoka) è una serie di light novel scritta da Gakuto Mikumo ed illustrata da G-Yuusuke. La serie ha iniziato ad essere serializzata sulla rivista di light novel della Kadokawa Shoten The Sneaker, dal 29 febbraio 2008. Un adattamento manga di Chako Abeno ha iniziato ad essere serializzato sulla rivista manga Shōnen Ace della Kadokawa Shoten il 26 marzo 2010. Un altro adattamento manga disegnato da Monaco Sena è iniziato sulla rivista Comp Ace della Kadokawa Shoten il 26 marzo 2010. Un adattamento animato di dodici episodi è iniziato su TV Tokyo il 16 luglio 2011.

## Trama
La storia si svolge in Inghilterra dopo la prima guerra mondiale. Dopo la morte di suo nonno, Hugh Anthony Disward, anche conosciuto come Huey, riceve in eredità una misteriosa chiave e secondo le volontà del defunto, dovrà divenire il custode della Bibliotheca Mystica de Dantalian allo scopo di poter prendere possesso di tutte le proprietà del defunto parente. Dopo aver conosciuto Dalian, una bambina che vive nella tenuta del nonno, Huey scopre di essere la custode degli archivi che contengono la conoscenza proibita contenuta in migliaia di libri di magia chiamati "libri fantasma" (幻書?, gensho). Dopo aver accettato di diventare il nuovo possessore delle chiavi di Dalian, Huey aiuterà la bambina nelle investigazioni sugli incidenti che hanno riguardato persone che hanno avuto a che fare con i libri fantasma, la maggior parte dei quali con conseguenze tragiche. Huey infatti in quanto custode delle chiavi di Dalian è stato investito del potere di sigillare il potere dei libri fantasma e ripristinare l'ordine della zona colpita.

## Personaggi
Hugh Anthony Disward (ヒュー・アンソニー・ディスワード?, Hyū Ansonī Disuwādo)
Doppiato da Daisuke Ono (adulto), Kana Hanazawa (giovane)
Dalian (ダリアン?, Darian)
Doppiata da Miyuki Sawashiro
Hal Kamhout (ハル・カムホート?, Haru Kamuhōto)
Doppiato da Masayuki Katou
Flamberge (フランベルジュ?, Furamberuju)
Doppiata da Ami Koshimizu
Professor (教授?, Kyōju)
Doppiato da Go Shinomiya
Rasiel (ラジエル?, Rajieru)
Doppiata da Sayuri Yahagi
Camilla Sauer Keynes (カミラ・ザウアー・ケインズ?, kamira Zauā Keinzu)
Doppiata da Mamiko Noto
Armand Jeremiah (アルマン・ジェレマイア?, Aruman Jeremaia)
Doppiato da Takahiro Sakurai
Jessica Elphinstone (ジェシカ・エルフィンストン?, Jeshika Erufinsuton)

## Media

### Light novel
Dantarian no shoka è iniziato come una serie di light novel scritta da Gakuto Mikumo ed illustrata da G-Yuusuke. La serie è iniziata sulla rivista di light novel della Kadokawa Shoten The Sneaker il 29 febbraio 2008. La serie si è conclusa con otto volumi, il cui ultimo è stato pubblicato il 28 febbraio 2011.

### Manga

Copertina del primo volume dell'edizione italiana del manga

Un adattamento manga realizzato da Chako Abeno ha iniziato ad essere serializzato sulla rivista manga Shōnen Ace della Kadokawa Shoten il 26 marzo 2010. La serie si è conclusa nel luglio 2012 ed è stata raccolta in cinque volumi. Un secondo adattamento manga intitolato Dantalian no shoka: Dalian Days (ダンタリアンの書架?) e disegnato da Monaco Sena è iniziato sulla rivista Comp Ace della Kadokawa Shoten il 26 marzo 2010. Un manga yonkoma realizzato da Shigeta-ke è iniziato nel 2011 sulla rivista 4-koma Nano Ace.

### Anime
Nel giugno 2010, la Kadokawa ha annunciato che una serie televisiva anime ispirata a Dantarian no shoka era in fase di produzione. Prodotta dalla Gainax sotto la direzione di Yutaka Uemura, la serie è stata trasmessa da TV Tokyo a partire dal 6 luglio 2011. La serie è stata anche trasmessa in simulcast con sottotitoli in inglese da Crunchyroll e NicoNico. Un OAV intitolato Dantalian no shoka: Ibarahime (ダンタリアンの書架 荊姫?) è stato distribuito dall'11 agosto 2012.

#### Episodi
| Nº | Giapponese 「Kanji」 - Rōmaji                             | In onda           | In onda |
| Nº | Giapponese 「Kanji」 - Rōmaji                             | Giapponese        |         |
| 1  | 「仕掛け絵本」 - Shikake ehon                             | 15 luglio 2011    |         |
| 2  | 「胎児の書」 - Taiji no Sho                               | 22 luglio 2011    |         |
| 3  | 「叡智(えいち)の書/月下美人」 - Eichi no Sho / Gekkabijin | 29 luglio 2011    |         |
| 4  | 「換魂の書」 - Kan Kon no Sho                             | 5 agosto 2011     |         |
| 5  | 「魔術師の娘」 - Majutsushi no musume                     | 12 agosto 2011    |         |
| 6  | 「焚書官」 - Funsho kan                                   | 19 agosto 2011    |         |
| 7  | 「調香師」 - Chō kōshi                                    | 26 agosto 2011    |         |
| 8  | 「等価の書／連理の書」 - Tōka no sho/ renri no sho        | 2 settembre 2011  |         |
| 9  | 「黄昏の書」 - Tasogare no sho                            | 9 settembre 2011  |         |
| 10 | 「幻曲」 - Maboroshi-kyoku                                | 16 settembre 2011 |         |
| 11 | 「ラジエルの書架」 - Rajieru no shoka                     | 23 settembre 2011 |         |
| 12 | 「まだ見ぬ明日の詩」 - Mada minu ashita no shi            | 30 settembre 2011 |         |

#### Colonna sonora
Sigla di apertura
- Cras numquam scire cantata da Yucca feat. Daisuke Ono.

Sigla di chiusura
- Yes, prisoner cantata da Marionette.